# 3 septembre 2004
Le vendredi 3 septembre 2004 est le 247e jour de l'année 2004.

## Décès
- André Dumortier (né le 1er octobre 1910), pianiste belge
- Raymond Loyer (né le 3 décembre 1916), acteur français
- André Stil (né le 1er avril 1921), écrivain et journaliste français
- Archer Blood (né le 20 mars 1923), diplomate américain

## Autres événements
- Sortie à la Mostra de Venise de Mysterious Skin.
- Sortie des films Palindromes, Paparazzi : Objectif chasse à l'homme, Keane, Le Marchand de Venise.
- Sortie des jeux : Guerrilla Games, Second Sight, Conflict: Vietnam.
- Sortie du magazine Le Mensuel du Golfe du Morbihan.
- Fin de la prise d'otages de Beslan.
- L'aqueduc de Peña Cortada fait l’objet d’un classement au titre de bien d'intérêt culturel.